# Abimelec (prinț)
Abimelec (în ebraică אֲבִימֶלֶךְ / אֲבִימָלֶךְ, cu semnificația "tatăl meu, regele") este un personaj din Vechiul Testament, fiind de fapt numele purtat de mai mulți regi filisteni.
Unul dintre cei mai notabili este Abimelec, regele ținutului Gerar (sau Gherar), menționat în Geneza, capitolul 20.